# Chefe Peluda (constelação chinesa)
Chefe Peluda (em chinês: 昴宿 e literalmente, em inglês: Hairy Head) é uma constelação chinesa e uma mansão lunar componente do Tigre-branco.